# Drosera coccipetala
Drosera coccipetala är en sileshårsväxtart som beskrevs av Debbert. Drosera coccipetala ingår i släktet sileshår, och familjen sileshårsväxter. Inga underarter finns listade i Catalogue of Life.